# خوزه آنتونیو سیستیاگا
خوزه آنتونیو سیستیاگا (اسپانیایی: José Antonio Sistiaga‎؛ زادهٔ ۴ مهٔ ۱۹۳۲) فیلم‌ساز تجربی اهل اسپانیا است.

از فیلم‌ها یا مجموعه‌های تلویزیونی که وی در آن‌ها نقش داشته‌است می‌توان به «آنا» (۱۹۷۰) اشاره نمود.